# Mastophora diablo
Mastophora diablo là một loài nhện trong họ Araneidae.
Loài này thuộc chi Mastophora. Mastophora diablo được Herbert Walter Levi miêu tả năm 2003.